# Hwang In-beom
Dans ce nom coréen, le nom de famille, Hwang, précède le nom personnel.
Hwang In-beom (en coréen : 황인범/黃仁範), né le 20 septembre 1996 à Daejeon en Corée du Sud, est un footballeur international sud-coréen qui évolue au poste de milieu défensif au Feyenoord Rotterdam.

## Carrière

### En sélection
Avec la sélection des moins de 23 ans, il participe aux Jeux asiatiques en 2018. Lors de ce tournoi, il inscrit deux buts, un but contre en l'Iran en huitièmes, puis un but contre l'Ouzbékistan en quart de finale. Les Sud-Coréens remportent le tournoi en battant le Japon en finale après prolongation.
Il joue son premier match en équipe de Corée du Sud le 7 septembre 2018, en amical contre le Costa Rica (victoire 2-0). Il inscrit son premier but en équipe nationale le 16 octobre 2018, en amical contre le Panama (score : 2-2).
En janvier 2019, il est retenu par le sélectionneur Paulo Bento afin de participer à la Coupe d'Asie des nations organisée aux Émirats arabes unis. Lors de cette compétition, il joue cinq matchs. La Corée du Sud s'incline en quart de finale face au Qatar.
Le 12 novembre 2022, il est sélectionné par Paulo Bento pour participer à la Coupe du monde 2022.

## Palmarès
- Champion de Corée du Sud de D2 en 2018 avec l'Asan Mugunghwa